# Scorpis violacea
Scorpis violacea, conosciuta nei luoghi d'origine come maomao blu, è un pesce d'acqua salata appartenente alla famiglia Kyphosidae.

## Distribuzione e habitat
Questa specie è diffusa nel Pacifico, dall'Australia alla Nuova Zelanda, dove abita acque poco profonde (solo pochi metri) di reef e lagune atollifere.

## Descrizione
S. violacea presenta un corpo allungato, compresso ai fianchi, dal profilo ovaloide allungato, con fronte arrotondata. La pinna dorsale e quella anale, speculari, sono trapezoidali, poco sviluppate, con il vertice avanzato. La pinna caudale è sottile e bilobata, le pettorali sono oblunghe, le ventrali minute. Sui fianchi è ben visibile la linea laterale. La livrea di questa specie è semplice: l'intero corpo è azzurro, più chiaro sul ventre color smeraldo dai riflessi argentati, mentre sul dorso si avvicina al turchese cupo. Le pinne sono azzurre, a volte con riflessi e profili nerastri.

Raggiunge una lunghezza massima di 40 cm.